# Các hàm lượng giác ngược

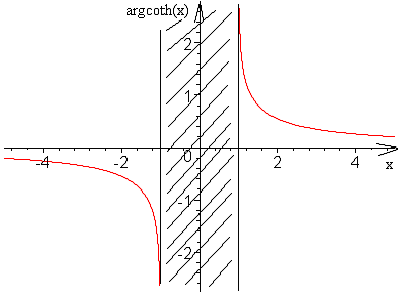
Fonction argcoth - graphe

Trong toán học, các hàm lượng giác nghịch đảo (đôi khi còn được gọi là hàm arcus, hàm lượng giác ngược hoặc hàm cyclometric) là các hàm ngược của các hàm lượng giác (với các miền bị hạn chế phù hợp). Cụ thể, chúng là các nghịch đảo của các hàm sin, cosin, tang, cotang, sec và cosec,.... và được sử dụng để thu được một góc từ bất kỳ tỷ lệ lượng giác nào của góc. Các hàm lượng giác nghịch đảo được sử dụng rộng rãi trong kỹ thuật, điều hướng, vật lý và hình học.

## Ký hiệu
Có một số ký hiệu được sử dụng cho các hàm lượng giác nghịch đảo.
Quy ước phổ biến nhất là đặt tên các hàm lượng giác nghịch đảo bằng cách sử dụng tiền tố arc-: arcsin(x), arccos(x), arctan(x), v.v.  (Quy ước này được sử dụng trong suốt bài viết này.) Ký hiệu này phát sinh từ các mối quan hệ hình học sau:
Khi đo bằng radian, góc θ radian sẽ tương ứng với một cung có độ dài là rθ, trong đó r là bán kính của vòng tròn. Do đó, trong vòng tròn đơn vị, "cung có cosin là x " giống như "góc có cosin là x ", bởi vì độ dài của cung tròn trong bán kính giống như số đo của góc theo radian. Trong các ngôn ngữ lập trình máy tính, các hàm lượng giác nghịch đảo thường được gọi bằng các dạng viết tắt asin, acos, atan.
Các ký hiệu sin−1(x), cos−1(x), tan−1(x), v.v., như được giới thiệu bởi John Herschel vào năm 1813, thường được sử dụng trong tiếng Anh và quy ước này tuân thủ ký hiệu của hàm nghịch đảo. Điều này có thể mâu thuẫn một cách logic với ngữ nghĩa chung cho các biểu thức như sin2(x), liên quan đến lũy thừa của số hơn là thành phần hàm, và do đó có thể dẫn đến nhầm lẫn giữa nghịch đảo phép nhân hoặc nghịch đảo và nghịch đảo tổng hợp. Sự nhầm lẫn được giảm bớt phần nào bởi thực tế là mỗi hàm lượng giác đối ứng có tên riêng của nó, ví dụ, (cos(x))−1 = sec(x). Tuy nhiên, một số tác giả khuyên không nên sử dụng nó vì điều này tạo ra sự mơ hồ.   Một quy ước khác được sử dụng bởi một vài tác giả là sử dụng một chữ cái đầu tiên (viết hoa / viết hoa) cùng với một siêu ký tự − 1: Sin−1(x), Cos−1(x), Tan−1(x), v.v.  Điều này có khả năng tránh nhầm lẫn với nghịch đảo phép nhân, nên được biểu thị bằng sin−1(x), cos−1(x), v.v.
Kể từ năm 2009, tiêu chuẩn ISO 80000-2 chỉ định tiền tố duy nhất "arc-" cho các hàm nghịch đảo.